# Jerdons maina
Jerdons maina (Acridotheres burmannicus; synoniem: Sturnus burmannicus) is een vogelsoort uit de familie Sturnidae. De vogel werd in 1862 als Sturnia burmannica door Thomas C. Jerdon beschreven.

## Kenmerken
De vogel is ongeveer 22 cm lang. De vogel is merendeels grijs, met een bijna witte kop en borst, gele snavel, donkergrijze vleugels met een witte vlek en een lichtgrijze buik.

## Verspreiding
Deze soort komt voor in Myanmar, zuidwestelijk China, Laos, Vietnam, Cambodja, Thailand, Maleisië [zeldzaam/dwaalgast], Midden-Oosten [geïntrod.], Israël [geïntrod.].